# Vanmorgen vloog ze nog
"Vanmorgen vloog ze nog" is een nummer uit de Nederlandse musical Tsjechov. In 1992 verscheen het op de soundtrack van deze musical. In 1988 werd het al uitgebracht als single.

## Achtergrond
"Vanmorgen vloog ze nog" is op het castalbum gezongen door Robert Long (als Anton Tsjechov), Simone Kleinsma (Lika), Martine Bijl (Masja) en Robert Paul (Potapenko). Het nummer is geschreven door Long en Dimitri Frenkel Frank en geproduceerd door Long. Tijdens het schrijven van de musical waren Long en Frank vrijwel nooit samen. De teksten werden geschreven door Frank, die ze naar Long faxte. Hij schreef vervolgens muziek bij de teksten.
In de musical wordt "Vanmorgen vloog ze nog" gezongen nadat Lika de liefde verklaart aan Tsjechov, maar hij haar afwijst. Tsjechov bedenkt dat dit een goed onderwerp zou zijn voor zijn volgende toneelstuk De meeuw. In de musical zelf speelde Boudewijn de Groot de hoofdrol en was hij een van de zangers van het nummer.
"Vanmorgen vloog ze nog" werd als single uitgebracht onder de naam Tsjechov en bereikte in Nederland de zestiende plaats in de Top 40 en de vijftiende plaats in de Nationale Hitparade Top 100.
In de videoclip is Bill van Dijk te zien in plaats van Robert Paul.

## Hitnoteringen

### Nederlandse Top 40
| Hitnotering: 22-10-1988 t/m 03-12-1988 | Hitnotering: 22-10-1988 t/m 03-12-1988 | Hitnotering: 22-10-1988 t/m 03-12-1988 | Hitnotering: 22-10-1988 t/m 03-12-1988 | Hitnotering: 22-10-1988 t/m 03-12-1988 | Hitnotering: 22-10-1988 t/m 03-12-1988 | Hitnotering: 22-10-1988 t/m 03-12-1988 | Hitnotering: 22-10-1988 t/m 03-12-1988 | Hitnotering: 22-10-1988 t/m 03-12-1988 |
| Week                                   | 1                                      | 2                                      | 3                                      | 4                                      | 5                                      | 6                                      | 7                                      |                                        |
| -------------------------------------- | -------------------------------------- | -------------------------------------- | -------------------------------------- | -------------------------------------- | -------------------------------------- | -------------------------------------- | -------------------------------------- | -------------------------------------- |
| Positie                                | 36                                     | 24                                     | 21                                     | 16                                     | 16                                     | 24                                     | 36                                     | uit                                    |

### Nationale Hitparade Top 100
| Hitnotering: 15-10-1988 t/m 07-01-1989 | Hitnotering: 15-10-1988 t/m 07-01-1989 | Hitnotering: 15-10-1988 t/m 07-01-1989 | Hitnotering: 15-10-1988 t/m 07-01-1989 | Hitnotering: 15-10-1988 t/m 07-01-1989 | Hitnotering: 15-10-1988 t/m 07-01-1989 | Hitnotering: 15-10-1988 t/m 07-01-1989 | Hitnotering: 15-10-1988 t/m 07-01-1989 | Hitnotering: 15-10-1988 t/m 07-01-1989 | Hitnotering: 15-10-1988 t/m 07-01-1989 | Hitnotering: 15-10-1988 t/m 07-01-1989 | Hitnotering: 15-10-1988 t/m 07-01-1989 | Hitnotering: 15-10-1988 t/m 07-01-1989 | Hitnotering: 15-10-1988 t/m 07-01-1989 |
| Week                                   | 1                                      | 2                                      | 3                                      | 4                                      | 5                                      | 6                                      | 7                                      | 8                                      | 9                                      | 10                                     | 11                                     | 12                                     |                                        |
| -------------------------------------- | -------------------------------------- | -------------------------------------- | -------------------------------------- | -------------------------------------- | -------------------------------------- | -------------------------------------- | -------------------------------------- | -------------------------------------- | -------------------------------------- | -------------------------------------- | -------------------------------------- | -------------------------------------- | -------------------------------------- |
| Positie                                | 64                                     | 33                                     | 23                                     | 21                                     | 16                                     | 15                                     | 19                                     | 25                                     | 40                                     | 44                                     | 47                                     | 99                                     | uit                                    |

### NPO Radio 2 Top 2000
| Nummer met noteringen in de NPO Radio 2 Top 2000 | '99 | '00-'01 | '02  | '03  | '04 | '05 | '06 | '07 | '08 | '09  | '10 | '11  | '12  | '13  | '14  |
| ------------------------------------------------ | --- | ------- | ---- | ---- | --- | --- | --- | --- | --- | ---- | --- | ---- | ---- | ---- | ---- |
| Vanmorgen vloog ze nog                           | 612 | -       | 1109 | 1014 | 953 | 870 | 865 | 722 | 853 | 1225 | -   | 1397 | 1423 | 1674 | 1866 |

1. ↑  Een '-' betekent dat het nummer niet was genoteerd en een vetgedrukt getal geeft de hoogste notering aan.
2. ↑  Deze tabel is bijgewerkt tot en met de laatste editie (2024).